# Tumanšet
Il Tumanšet (in russo Туманшет?) è un fiume della Siberia Orientale, affluente di sinistra della Birjusa. Scorre nei rajon Nižneudinskij e Tajšetskij dell'Oblast' di Irkutsk, in Russia.
Il fiume è formato dalla confluenza del Tumanšet sinistro e del Tumanšet destro (Левый Туманшет e Правый Туманшет) e scorre in direzione nord-orientale. La lunghezza, comprensiva del Tumanšet destro, è di 249 km, l'area del suo bacino è di 4 780 km². Sfocia nella Birjusa a 600 km dalla foce.